# Adinandra parvifolia
Adinandra parvifolia är en tvåhjärtbladig växtart som beskrevs av Ridley. Adinandra parvifolia ingår i släktet Adinandra och familjen Pentaphylacaceae. Inga underarter finns listade i Catalogue of Life.